# Порив на вятъра
Порив на вятъра или само порив е кратко, внезапно увеличаване на скоростта на вятъра. Обикновено трае по-малко от 20 секунди, по-кратко от шквал, който продължава минути. Поривът е последван от затишие (или отслабване) на скоростта на вятъра. По принцип ветровете са най-малко поривисти над големи водни повърхности и най-силни над неравна земя и близо до високи сгради.

## Определение
Вятърът се измерва с помощта на анемометър или се оценява с ветропоказател. Средната стойност на скоростта на вятъра обикновено се измерва за период от 2 минути преди метеорологичното наблюдение според Световната метеорологична организация. Всяко значително изменение на този среден вятър през десетте минути преди наблюдението се отбелязва като пориви в съобщения като METAR.
Обикновено се отчита в METAR, когато пиковата скорост на вятъра достигне поне 16 възела (30 km/h) и разликата в скоростта на вятъра между върховете и средния вятър е най-малко 9 до 10 възела (17 – 19 km/h). В морската метеорология максималната скорост на порив се изразява в метри в секунда (m/s) или във възли, докато скалата на Бофорт се използва за отчитане на средната скорост. Когато максималната скорост надвишава средната скорост с 10 до 15 възела (19 – 28 km/h), терминът пориви се използва, докато силни пориви се използва, когато максималната скорост надвишава средната с 15 до 25 възела (28 – 46 km/h), и яростни пориви, когато надвишава 25 възела (46 km/h).